# Heterogenius lerui
Heterogenius lerui är en skalbaggsart som beskrevs av Franz Antoine 1993. Heterogenius lerui ingår i släktet Heterogenius och familjen Cetoniidae. Inga underarter finns listade i Catalogue of Life.